# Break Out! (配信ドラマ)
『BREAK OUT!』（ブレイクアウト）は、日本の映画。ネット配信用に撮られた。2004年から2005年ごろの作品。東芝が運営するブロードバンドサイト「Toshiba Web Street」にて無料配信されるWebドラマの第7弾として、2004年10月6日から2005年1月12日にかけて全13話で配信された。娘の結婚を契機に自身の過去に対峙することとなった中年男性を描いた家族ドラマで、主演は本作が最後の主演作品となった石立鉄男。配信後に劇場用へ再編集され、2005年1月22日からテアトル池袋にてレイトショー公開された。

## 登場人物
- 石立鉄男：阿久根瞬（元名ドラマー）・役
- 南佳孝：鈴木太郎（スタジオミュージシャン）・役
- 阿久根リカ（瞬の長女）：相田翔子
- 鈴木一郎（太郎の長男）：高野八誠
- 鈴木すみれ（太郎の長女）：森下千里
- 阿久根リナ（瞬の次女）：森脇ゆか
- ミッキー（霧島嬢）（ジャズスポット「NARU」オーナー）：松山政路
- 敏腕マネージャー・故人：名古屋章（出演は写真・声のみ）
- 本屋の店主：剣幸（※愛情出演）

## スタッフ
- 秋原正俊：監督
- 落合雪恵：脚本
- 音楽：ヲノサトル
- 製作：秋原正俊
- 制作：堀川早苗
- 撮影：中村健勇
- 美術：落合雪恵
- 照明：マナブカトウ
- ヘアメイク・スタイリング : 高橋恵美子
- 編集：落合雪恵
- 製作・配給：KAERUCAFE

## 制作秘話
- 「Toshiba Web Street」の2周年記念作品として製作され、第1弾『1＋1』主演の石立鉄男を筆頭に過去の作品の出演者が多数出演している[2]。『1＋1』製作時に石立と名古屋章を交えて「今度ジャズのバンドの話なんかいいよね」との構想が出ていたが、名古屋の死去に伴って一時話が絶たれたのち、名古屋の遺志を南佳孝が引き継いで製作へと至った。名古屋の遺族の協力のもと、名古屋は写真と声で出演している[3]。
- 南佳孝は初演技であった。
- ラストシーンで、石立と南のセッションがあるが、これは実は順撮りではなく、最初のほうに撮られたものであった。石立はこのことに批判的であった[4]。
- 本作は権利上の問題からDVD化できず、上映または配信での公開に限定されている[5]。